# Латвийский сквер
Латвийский сквер (бывший сквер Андрея Иванова) — сквер в Печерском районе Киева. Расположен на углу улицы Михаила Амельяновича-Павленко и Бутышева переулка, недалеко от станции метро «Арсенальная». Открыт 7 октября 2019 года и приурочен к 100-летию провозглашения Латвийской Республики, которое Латвия праздновала в конце 2018 года.

## История
Ранее на территории нынешнего Латвийского сквера располагался сквер Андрея Иванова на перекрёстке улиц Андрея Иванова и Суворова. Согласно решению Киевского городского совета от 22 февраля 2018 № 321/4385 «О переименовании сквера в городе Киеве» сквер Андрея Иванова (между улицей Михаила Емельяновича-Павленко и Бутышевим переулком) переименован в сквер Латвийский. 24 сентября 2018 года в Печерской райгосадминистрации состоялась презентация проекта по обустройству Латвийского сквера.

## Церемония открытия

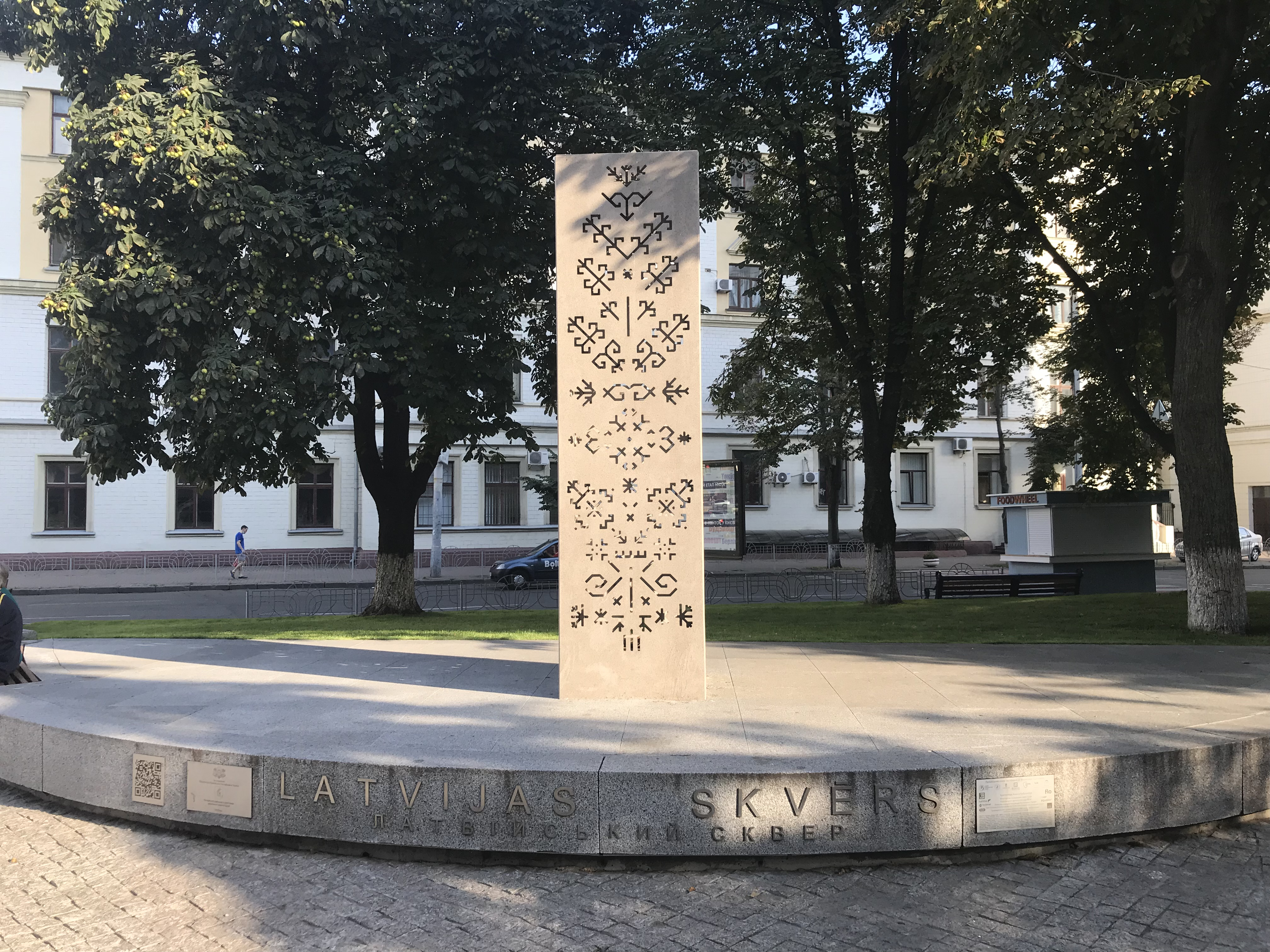
Древо Солнца в Латвийском сквере

7 октября 2019 года мэр Киева Виталий Кличко вместе с послом Латвии Юрисом Пойкансом открыли Латвийский сквер. Кличко поблагодарил за большую помощь для украинских военных, с 2014 года проходят реабилитацию в Латвии. И за жест поддержки Украины в ПАСЕ и многие другие добрых дел, в частности, обустройство такого сквера в центре Киева. Открытие сквера было приурочено к 100-летию провозглашения Латвийской Республики, которое Латвия праздновала в конце 2018 года. Кличко отметил: 

«Очень хорошо, что сегодня мы представляем эту хорошую локацию в украинской столице, а в ближайшее время в Риге появится украинский сквер».
Посол Латвии в Украине Юрис Пойканс сказал: 

«Мы начали эту работу в 2017 году. И сегодня хочу поблагодарить всех, кто помогал и работал над этим проектом. Благодаря поддержке Киевсовета и столичной власти эта площадка получил название Латвийский сквер. Я надеюсь, что этот сквер останется символом дружбы и сотрудничества между Латвией и Украиной, Ригой и Киевом».
Также на открытие зелёной зоны были министр иностранных дел Украины Вадим Пристайко и министр иностранных дел Латвии Эдгар Ринкевич.

## Реконструкция
Новая зелёная зона появилась на участке между улицами Емельяновича-Павленко и Бутышевым переулком.
Здесь были завершены все работы по обустройству — сделали новое качественное покрытие дорожек и площадок, установили новые бордюры, скамейки, провели озеленение, установили полив Согласно концепции сквер должен передавать атмосферу уютных рижских дворов. В центре зоны отдыха установлена стелла с изображением древнего латышского символа — Древа Солнца, который по своему символическому значению подобен украинскому Древу Жизни. Площадь в сквере вымощена в виде карты Латвии с отметками латвийских городов, которые вечером подсвечены. На постаменте стеллы высечено название сквера на латышском языке «Latvijas skvērs» и ниже под ней на украинском «Латвійський сквер».
По данным КГГА, зелёную зону обустроили при поддержке латвийских предприятий и частных предпринимателей, а также украинцев и латвийцев по проекту архитектора Алекса Бабушкинса из Латвии.